# Пассар, Максим Александрович
Макси́м Алекса́ндрович Пасса́р (1923—1943) — советский снайпер, в период Великой Отечественной войны уничтоживший 237 солдат и офицеров противника, Герой Российской Федерации (2010 год, посмертно).

## Биография

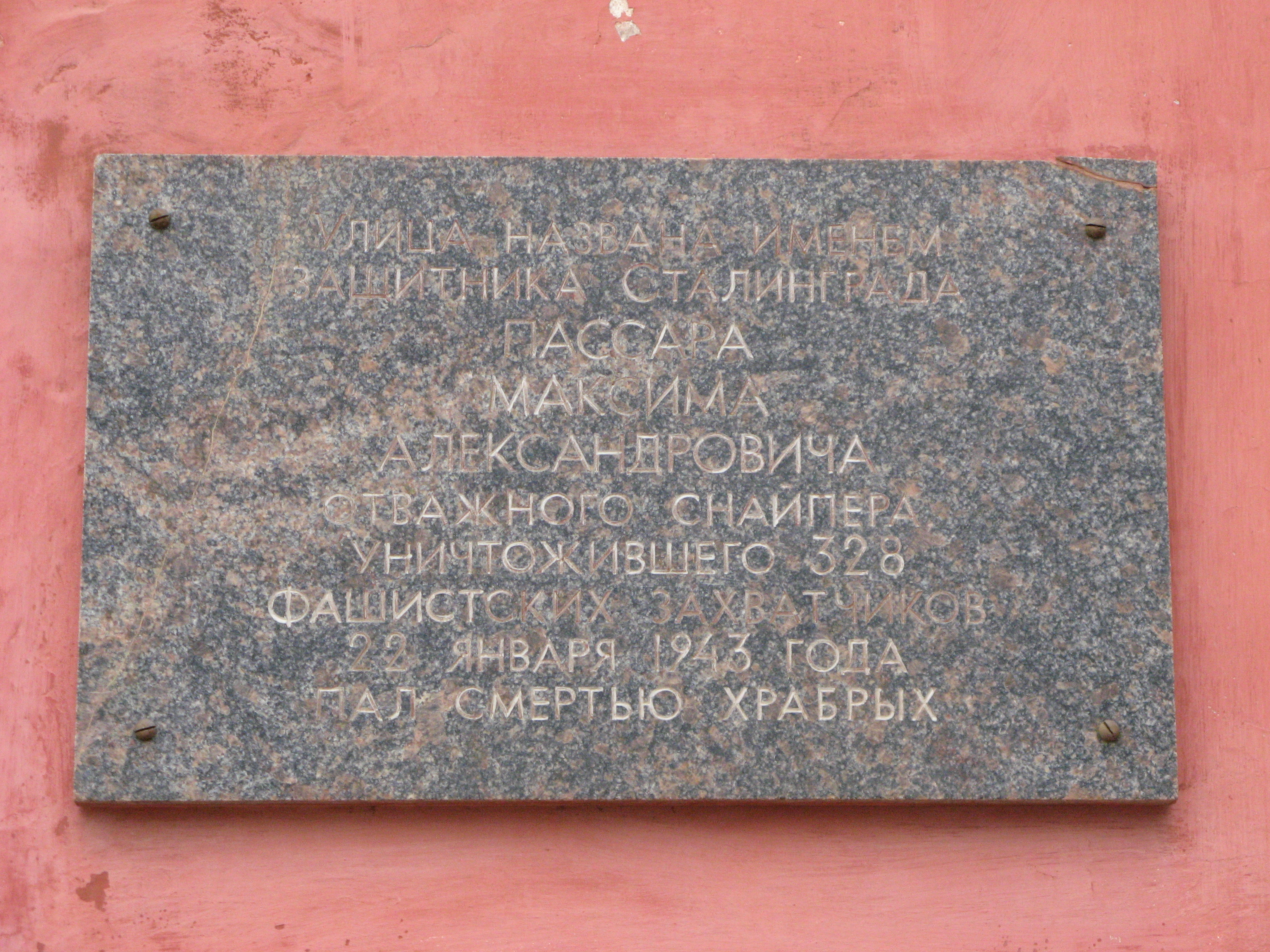
Мемориальная табличка на улице Максима Пассара в Волгограде

Родился 30 августа 1923 года в селе Нижний Катар Дальневосточного края (ныне — Нанайский район Хабаровского края). С 1933 года учился в школе в селе Найхин. С детства вместе с отцом занимался традиционным промыслом нанайцев — охотой на пушного зверя.
В феврале 1942 года добровольцем ушёл на фронт. В мае 1942 года прошёл снайперскую подготовку в частях Северо-Западного фронта. Уничтожил 21 военнослужащего вооружённых сил Германии (вермахта). Вступил в ВКП(б).
С июля 1942 года служил в 117-м стрелковом полку 23-й стрелковой дивизии, воевавшей в составе 21-й армии Сталинградского фронта и 65-й армии Донского фронта.
Являлся одним из наиболее результативных снайперов Сталинградской битвы, в ходе которой уничтожил более двухсот вражеских солдат и офицеров. За ликвидацию М. А. Пассара германским командованием была назначена награда в 100 тысяч рейхсмарок.
Внёс большой вклад в развитие снайперского движения в Красной армии, принимал активное участие в практическом обучении стрелков. Подготовленные им снайперы 117-го стрелкового полка уничтожили 775 немцев. Его выступления о тактике ведения снайперской борьбы неоднократно публиковались в многотиражной газете 23-й стрелковой дивизии.
8 декабря 1942 года получил контузию, однако остался в строю.
22 января 1943 года в бою в районе селения Песчанка Городищенского района Сталинградской области обеспечил успех наступления подразделений полка, остановленного фланговым пулемётным огнём противника с замаскированных укреплённых позиций. Скрытно приблизившись на расстояние около 100 метров, старший сержант Пассар уничтожил расчёты двух станковых пулемётов, что решило исход атаки, во время которой снайпер погиб.
Похоронен в братской могиле на площади Павших борцов рабочего посёлка Городище Волгоградской области.

## Награды
- Два ордена Красного знамени:

17.10.1942
23.04.1943 — за бой у с. Песчанка (посмертно)
- Герой Российской Федерации — звание посмертно присвоено Указом Президента Российской Федерации от 16.02.2010 № 199[5] по коллективному обращению жителей села Найхин, ходатайствовавших о высшей оценке выдающегося ратного подвига своего земляка. Медаль «Золотая Звезда» Максима Пассара, по желанию родственников, была передана в Хабаровский краевой музей имени Н. И. Гродекова.

## Память
- Имя М. А. Пассара носят средняя школа и дом культуры в посёлке Найхин Нанайского района.
- В 1956 году именем героя названа улица в Советском районе Волгограда. 28 сентября 1984 года на доме № 33 по улице Максима Пассара установлена мемориальная доска.
- В г. Хабаровск в микрорайоне Березки названа улица в честь М. А. Пассара.
- Стихотворение Анны Ходжер «Памяти Максима Пассара»[6].